# 师俭堂 (吴中区)
师俭堂，位于江苏省苏州市吴中区东山镇三山村东部，临太湖，由粮商潘尔丰建于清嘉庆六年（1801年），堂名取自萧何名言“后世贤，师吾俭”。建筑保存完好，分为南北两路，北路有花厅（凝香书屋）；南路有门屋、祖屋、大厅、楼厅。堂内存有宝山知县唐作梅赠送的“宜敦周急”匾，表彰乾隆五十九年（1794年）潘尔丰开仓赈灾的善举。2009年7月10日公布为苏州市文物保护单位。